# Kontact
Kontact is een personal information manager voor Linux en Unix, in het bijzonder KDE en TDE. Kontact integreert de toepassingen binnen KDE en TDE die dit soort informatie beheren door middel van KParts.

## Onderdelen
Kontact laat de volgende KDE- en TDE-programma's samenwerken en integreert ze in één venster:
- KMail (e-mail)
- KOrganizer (agenda en takenlijst)
- KAddressBook (adressenboek)
- KNotes (notities)
- KNode (nieuwslezer)
- Akregator (RSS)

Verder toont Kontact een samenvatting met alle nieuwe of belangrijke e-mails, agendapunten of nieuwsberichten per gebruikersaccount. Daarnaast bevat Kontact nog wat kleinere onderdelen, zoals een weerbericht, nieuwsfeed en een module om speciale gegevens bij te houden. Tevens is het voor derden mogelijk om een onderdeel aan Kontact toe te voegen, zoals BasKet Note Pads.